# Horace Chilton

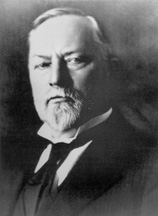
Horace Chilton

Horace Chilton (* 29. Dezember 1853 bei Tyler, Texas, USA; † 12. Juni 1932 in Dallas, Texas, USA) war ein US-amerikanischer Politiker des US-Bundesstaats Texas.

## Biografie

### Frühes Leben
Horace Chilton wurde am 29. Dezember 1853 als Sohn von George W. Chilton und dessen Frau Ella bei Tyler geboren. Zunächst wurde Chilton von seiner Mutter im Heimstudium unterrichtet, bis er ab seinem 10. Lebensjahr, 1863, das Charnwood Institute besuchte, und später ein Semester an der Lynnland Institution in Glendale (Kentucky) absolvierte. Chilton erlernte den Beruf eines Buchdruckers und veröffentlichte ab 1871 eine beinahe wöchentlich erscheinende Zeitung, die er Tyler Sun nannte. Später studierte er Rechtswissenschaften und begann in Tyler zu praktizieren.

### Politische Karriere
Zwischen 1881 und 1883 wurde Chilton Stellvertretender Staatsanwalt von Texas und vertrat Texas sowohl 1888 als auch 1896 auf dem Parteitag der Demokraten. Es war der texanische Gouverneur Jim Hogg, der an Chilton herantrat, und ihn bat, nach dem Rücktritt von US-Senator John Henninger Reagan, 1891, dessen nun vakanten Senatsposten zu übernehmen. So kam es, dass Chilton am 10. Juni 1891 in den US-Senat zog, und verblieb in diesem Amt neun Monate. Es war Roger Quarles Mills, der in einer speziell anberaumten Wahl Chilton verdrängte, und am 22. März 1892 den Senatsposten übernahm.
Zwei Jahre später, 1894, kandidierte Chilton erstmals mit einer Wahlkampagne für den Senatssitz, und wurde am 4. März 1894 Nachfolger von US-Senator Richard Coke. Dieses Mal verblieb er sechs Jahre – die volle Legislaturperiode – im Amt, und musste am 3. März 1901, nach einer verlorenen Wahl, dem neu gewählten US-Senator Joseph Weldon Bailey seinen Platz überlassen.

### Spätes Leben
Chilton kehrte zurück nach Tyler, wo er seine Arbeit als Anwalt wieder aufnahm. Im Herbst 1901 zog er nach Beaumont, wo er Leiter von Gouverneur Hoggs Büro auf den hiesigen Ölfeldern wurde. 1906, nach Hoggs Tod, zog Chilton erneut nach Tyler, verblieb dort jedoch nur kurz, da er sich noch im selben Jahr in Dallas niederließ. Hier verbrachte er die letzten zweieinhalb Jahrzehnte und starb dort am 12. Juni 1932. Sein Grab befindet sich im Oakwood Cemetery in Tyler.

### Familie
Mit seiner Frau Mary W. Grinnan, die Chilton am 20. Februar 1877 geheiratet hatte, hatte er fünf gemeinsame Kinder.